# Franz von Hummelauer
Franz von Hummelauer, né en 1842 à Vienne (Autriche) et décédé en 1914 à 'S-Heerenberg (Pays-Bas), est un prêtre jésuite exégète autrichien.

## Biographie
Franz von Hummelauer entre dans la Compagnie de Jésus en 1860. Après sa formation de jésuite il se spécialise dans les Saintes Ecritures. Après un temps d'exil en Angleterre et en Belgique entre 1895 et 1908, il s'installe à Berlin, puis repart pour les Pays-Bas où il décède quelques mois avant le début de la Première Guerre mondiale. Durant cette période, il contribue régulièrement dans la section biblique de la revue jésuite Stimmen aus Maria-Laach.
Franz von Hummelauer, en tant qu'exégète, participe à partir de 1884 au projet d'encyclopédie biblique exhaustive, un projet dans lequel participent deux autres jésuites Joseph Knabenbauer et Rudolf Cornely. Ce projet au point de départ est bien vu par l'Église catholique. Il est d'ailleurs nommé en 1903 membre de la Commission biblique pontificale. Néanmoins son utilisation accrue de la méthode historico-critique dans ses recherches sur le livre du Pentateuque le mettent en situation délicate. Il se retrouve comme Leopold Fonck, Georges Tyrell ou Marie-Joseph Lagrange et d'autres biblistes ou universitaires catholiques sous le feu de la critique romaine. Il est obligé de quitter l'enseignement,.

## Écrits
En plus de sa contribution à l'encyclopédie biblique, Franz von Hummelauer publie plusieurs ouvrages sur la Création, Ignace de Loyola et la notion de prêtre prémosaïque.